# Maria Catharina Johanna Smalhoudt
Maria Catharina Johanna Smalhoudt, född 1773, död 1832, var en nederländsk sångare.
Hon ska ha varit från England. 
Hon var engagerad vid Amsterdamse Schouwburg från senast 1802 (möjligen redan 1790) till åtminstone 1819. Hon var redan etablerad 1802 och kallas inte debutant och borde därför ha varit anställd före det året; hon gifte sig 1790 med Jean Freubel, teaterns orkestermästare, och verkade troligen i teatern från det året även om det inte kan bekräftas. 
Hon anges ha verkat som en andra soubrette (sopran) och som en "dugazon" (andra sångare) i sångstycken, och beskrivs som populär för rollen som piga i komiska operor och komedier. Hon fick mycket goda recensioner för sina prestationer så sent som säsongen 1818-1819. 
Efter det året nämns hon inte längre, vilket troligen betyder att hon inte längre uppmärksammades, men inte att hon inte längre uppträdde.  